# Clara Candiani
Pour les articles homonymes, voir Candiani et Mille.
Clara Candiani, née Claire Mille le 19 février 1902 à Paris 14e et morte le 3 juin 1996 à Nouan-le-Fuzelier,, est une journaliste française de la presse écrite et de la radio.

## Biographie

### Les débuts d'une journaliste
Fille de l'écrivain Pierre Mille, elle était la filleule du philosophe Jacques Maritain. Elle débuta dans le journalisme de presse écrite comme grand-reporter au journal Le Figaro en 1927, le nombre de femmes journalistes à l'époque était très réduit (~2 %).
Josep Maria Trias, son mari fut l'un des fondateurs du Secours catholique.
Elle a apporté aide et soutien aux victimes de la Guerre civile espagnole de 1936-1939 réfugiés en France.

### «Les Français donnent aux Français»
Elle rencontra la notoriété après la Seconde Guerre mondiale, lorsqu'elle travailla à la radio. De 1947 à 1981, elle présenta, une fois par semaine, sur Paris Inter puis sur France Inter une émission, que l'on appelait pas encore caritative, Les Français donnent aux Français appelant les auditeurs à venir en aide aux plus démunis, les sensibilisant aux cas qu'elle avait sélectionnés parmi ceux que lui adressait le Bureau d'aide sociale. Les dons et les lettres de soutien affluèrent. Le surplus d'argent après l'appel lancé était versé à une Caisse de secours d'urgence afin d'aider d'autres personnes dont le cas avait été signalé à Clara Candiani mais qui ne pouvait pas être évoqué à l'antenne, son émission étant de courte durée.
Parallèlement, elle poursuivit sa carrière de journaliste de presse écrite. À Témoignage chrétien où elle créa SOS. À Faim et Soif, journal fondé par l'abbé Pierre dans lequel elle tenait la chronique, "Cousu Cœur", elle présentait une personne en difficulté comme dans son émission radio.

### La cause des enfants
Elle s'intéressa également au sort des enfants démunis, par exemple, dans un reportage sur la Maison d'enfants de Sèvres paru dans Témoignage chrétien à la fin des années 1940 ou encore dans le reportage sur la Colonie industrielle d'Aniane, « Il n'y a plus de bagne pour enfant », diffusé le 12 janvier 1955 dans l'émission Le Monde comme il va.
Clara Candiani a légué ses archives professionnelles au musée national des arts et traditions populaires, aujourd'hui le MuCEM.

## Publications
- Clara Candiani, La Mère et son enfant (photos de Hanns Reich), 2012,  1re édition parue en 1965 chez Fernand Hazan dans la collection Terra magica
- Clara Candiani, Les Autres, Récits, Éditions Jean-Claude Lattès, 1975

## Sources
- « La journaliste de France Inter Clara Candiani est morte », Libération,‎ 8 juin 1996 (lire en ligne)
- Émission La Fabrique de l'Histoire. France Culture, le 20 janvier 2010.